# Адольф Галланд
Галланд Адольф (нім. Adolf Josef Ferdinand Galland; 19 березня 1912, Вестергольт, Північний Рейн-Вестфалія — 9 лютого 1996, Обервінтер) — німецький пілот-ас, один з організаторів та керівників Люфтваффе, генерал-лейтенант авіації.

## Походження та дитинство
Його предки жили в Німеччині ще з 1742 року від часів втечі гугенотів із Франції. Його батько був скарбником і керуючим в резиденції графа Вестергольта. За задумом батька його син мав успадкувати його місце.
Навчався в школі міста Бур. У 16 років Адольф відчув своє призначення, коли побачив у небі планер. Після закінчення неповної середньої школи поступив на льотні курси. Наприкінці 1928 року відбувся його перший політ на планері. Як винагороду за це, від батька, він отримав подарунок планер «Грюно Бейбі». Згодом поступив у льотне училище, де з приходом Адольфа Гітлера до влади ввели нові тренувальні системи (польоти строєм, техніки вищого пілотажу).

## Військова служба

### Початки та іспанський період
У 1934 р. був призваний до армії. При створенні Люфтваффе був приписаний до другої групи винищувачів Ріхтгофена. На весні 1937 р. здійснив свої перші бойові вильоти в Іспанії на підтримку генерала Франко. Там він літав на літаку He 51s.
Іспанський період Галланда сформував його як пілота-винищувача. Він брав участь у вересневій кампанії у Польщі, зробивши на двомоторному літаку Henschel Hs 123 50 бойових вильотів, за які був нагороджений Залізним хрестом і підвищений до звання капітана авіації. Але не Залізний хрест і не підвищення по службі радували Галланда. По-справжньому потішило його переведення в авіакрило літаків Messerschmitt Bf 109.

### Період Другої світової війни
Свій перший бойовий виліт на Messerschmitt Bf 109 він зробив під час війни з Бельгією. 12 травня 1940 р. майбутній генерал здобув свою першу перемогу в повітряному бою. Ближче до вечора того ж травневого дня він збив ще 2 літаки. Це були англійські Hurricane. За активну участь у війні проти Англії 18 липня Адольфу Галланду було присвоєно звання майора.
До вересня Адольф Галланд збив 40 ворожих літаків, ставши одним із провідних німецьких асів. Йому вручили Лицарський залізний хрест. Через місяць він отримав почеснішу нагороду — Лицарський хрест із дубовим листям. Вручав його Галланду особисто Адольф Гітлер.
Після 50-го збитого літака Галланду було присвоєно звання підполковника, і він прийняв командування 26-ї винищувальної ескадри. Командування гідно цінувало Галланда: він швидко просувався по службі.
Коли загинув Вернер Мельдерс, один із найдосвідченіших асів люфтваффе, Адольф Галланд зайняв його посаду, очоливши винищувальну авіацію Люфтваффе. У віці 29 років він отримав звання генерала. Тут йому довелося зіткнутися з бюрократичним апаратом. Для нього це виявилося чи не складнішим, ніж повітряний бій із противником, проте він зміг впоратись із цією задачею.
Під командуванням Галланда Люфтваффе провело одну з найблискучіших операцій, що отримала кодову назву «Удар грому». Винищувальна ескадра під безпосереднім командуванням Галланда прикривала з повітря вихід з оточення німецьких лінкорів «Шарнгорст» і «Гнейзенау», а також важкого крейсера «Принц Ойген». Усі операції, розроблені Галландом під час Другої світової війни, були підпорядковані принципу завдати ворогові максимальної шкоди з найменшими втратами зі свого боку. Він ігнорував директиви штабу Верховного Головнокомандування, коли бачив їх безглуздість і невідповідність реальному розвитку подій.
У січні 1945 р. Галланд був звільнений з посади, а під час наради в Берліні звинувачений у підготовці «бунту винищувачів» і отримав вотум недовіри, виражений групою асів Люфтваффе.
У найважчий для Німеччини момент багато хто з найкращих командирів і пілотів втратили довіру командування. Альберт Шпеєр звернувся до Гітлера з проханням дозволити організувати для Галланда спеціальне з'єднання. Група JV 44 під командуванням Галланда приземлилася в аеропорту Риємо під Мюнхеном, оснащена Ме-262. В останній тиждень війни, літаючи на Ме-262, Галланд здобув свої останні перемоги, збивши два бомбардувальники союзників Martin B-26 Marauder з ракетами Р4М під Ландсбергом. Поранений у бою, він закінчив війну в госпіталі і був згодом направлений до табору для військовополонених.

## Післявоєнні роки
У 1948 році, після звільнення з американського табору, Галланд обійняв посаду авіаційного консультанта при уряді Аргентини. Кількома роками пізніше повернувся до Німеччини, але відмовився від пропозиції служити в люфтваффе. Його книгу «Перший і останній» перекладено кількома мовами.
У 1967 р. Галланд був консультантом у знаменитому художньому фільмі «Битва за Англію». Займався бізнесом, був почесним президентом Асоціації німецьких льотчиків-винищувачів, брав участь у численних конференціях. Двічі одружився, в тому числі у віці 72 років.
Помер 9 лютого 1996 р.

## Деякі цікаві факти

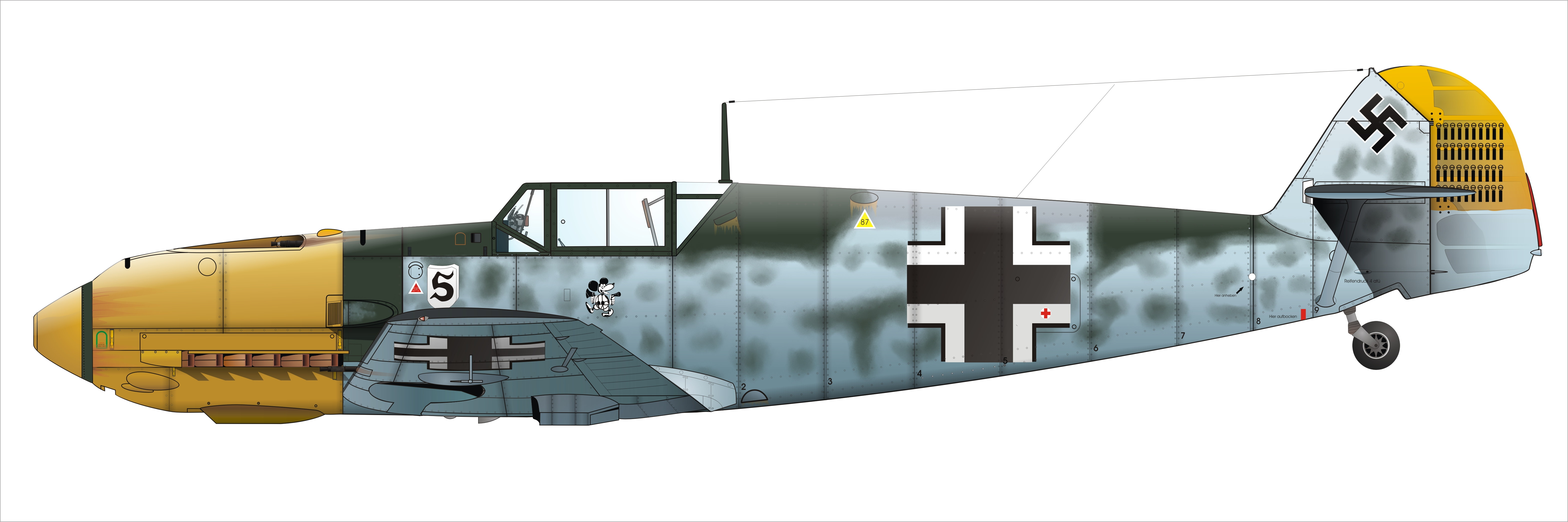
Messerschmitt Bf 109 E Галланда.

1. Bf 109E Галланда — єдиний у світі винищувач з автомобільним прикурювачем у кабіні.
2. Особистим знаком на літаку Галланда було зображення Міккі Мауса з сигарою, сокирою і пістолетом.
3. 27.2.1932 встановив національний рекорд польоту на планері — понад 2 години в повітрі.